# Kurvinjärvi
Kurvinjärvi är en sjö i kommunen Luumäki i landskapet Södra Karelen i Finland. Sjön ligger 64,9 meter över havet. Arean är 63 hektar och strandlinjen är 6,89 kilometer lång. Sjön  ingår i Virojokis huvudavrinningsområde.   Den ligger omkring 46 km sydväst om Villmanstrand och omkring 150 km nordöst om Helsingfors. 